# Dean Ashton
Dean Asthon (født 24. november 1983) er en tidligere engelsk fodboldspiller (angriber). Han nåede én landskamp for England.
Ashton begyndte i 2000 som 16-årig sin professionelle karriere i Crewe Alexandra, som spillede i The Championship. Han fik sin debut, da han blev indskiftet i en kamp mod Gillingham. Efter fem år i klubben skiftede han til Norwich City i Premier League. Her spillede Ashton i et år, før han i 2006 blev købt af West Ham United.
Ashton vandt ni kampe med det engelske U/21-landshold og scorede fire mål. I august 2006 blev han for første gang indkaldt til Englands landshold til en venskabskamp mod Grækenland. Dette blev dog forpurret, da han under træningen brækkede sin ene ankel efter en tackling fra Shaun Wright-Phillips, hvilket bedtød, at han var ude af topfodbold i næsten et år. Han fik comeback i Premier League i august 2007, og i sæsonen 2007-08 scorede han 11 mål for West Ham United. Han spillede sin enlige landskamp 1. juni 2008 i et opgør mod Trinidad og Tobago.
Ashton røg igen på skadeslisten i starten af 2008-09 sæsonen, og forblev skadet indtil, han annoncerede, han stoppede karrieren den 11. december, 2009